# Dannebrog (hjulångare)
För det senare kungaskeppet, se Kungaskeppet Dannebrog
Dannebrog var en dansk hjulångare som användes av det danska kungahuset åren 1880-1931. Hon byggdes av Burmeister & Wain i Köpenhamn som också levererade de två ångmaskinerna, en för varje skovelhjul.
Fartyget användes mest för resor i Danmark men gjorde också några utlandsresor. Hon besökte England 1893 och år 1905 förde hon Norges nyutnämnda kung Håkon VII, tidigare prins Carl af Danmark, 
drottning Maud och kronprins Olaf till Kristiania i Norge och året efter besöktes  Trondheim i samband med  kungaparets kröning i Nidarosdomen.

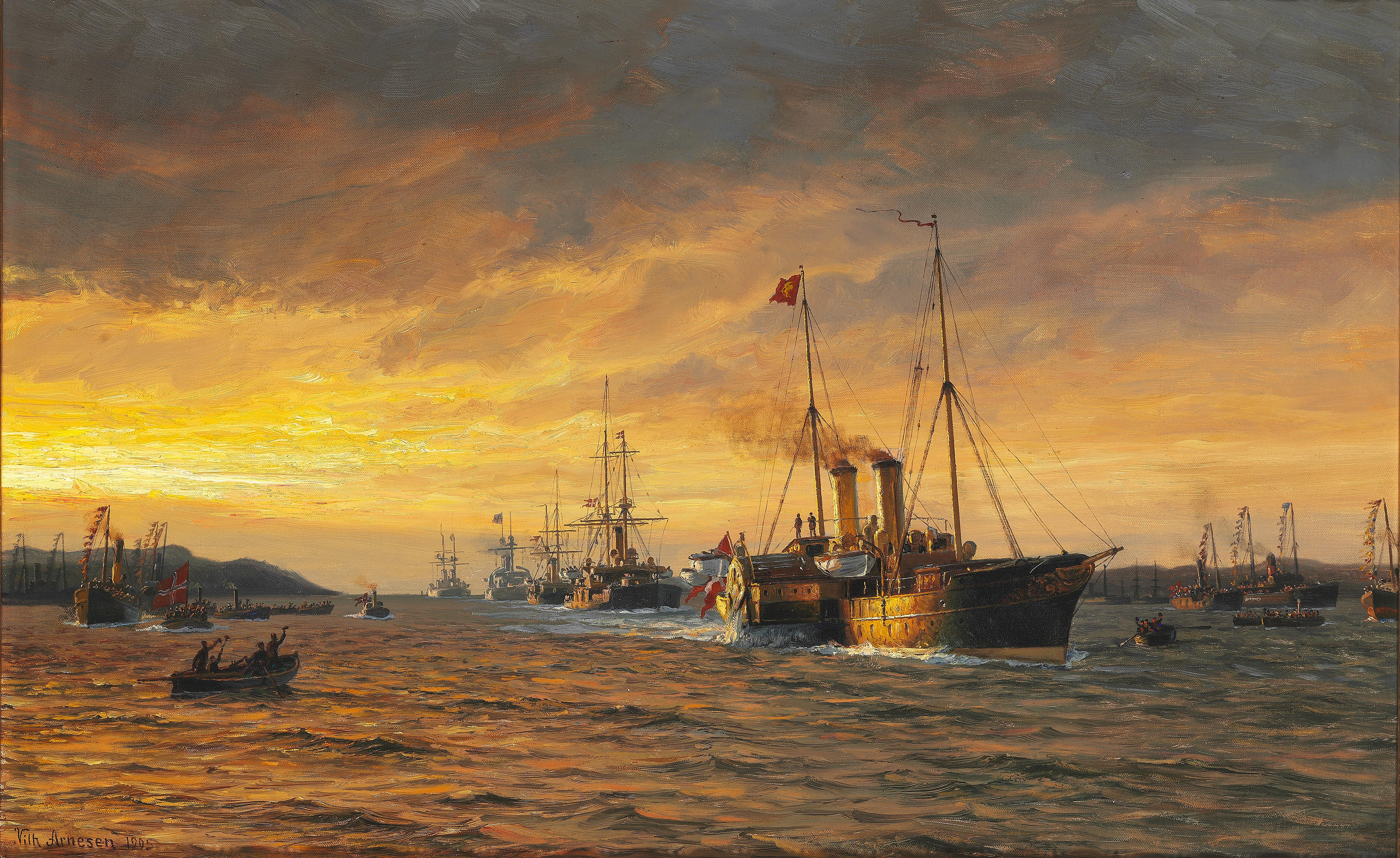
Kung Håkon VII ankommer till Norge. Målning av Vilhelm Arnesen 1905.

I december 1906 togs Dannebrog in på varv för reparation och ombyggnad. Fartyget förlängdes från 60 meter till 72 meter, ångmaskinerna byggdes till och tonnaget ökades till 1 100 ton.
År 1909 var kungafamiljen på besök  i Ryssland med Dannebrog och 1912 transporterade fartyget kistan med kung Frederik VIII, som avled i Hamburg 14 maj, till Köpenhamn.
Dannebrogs skrov målades om från svart till vitt med detaljer,  överbyggnad och skorstenar i gult, år 1913. Samma år besökte hon Landskrona i samband med stadens 500-årsjubileum samt Rostock. Året efter besöktes Sheerness, Calais och Amsterdam.
Den gamla hjulångaren utrangerades efter 53 års tjänst och ersattes 1932 av ett nytt fartyg med  samma namn.